# Ctenomys erikacuellarae
Ctenomys erikacuellarae és una espècie de mamífer rosegador de la família dels ctenòmids. És endèmic de Bolívia. Té una llargada total de 184-331 mm, una cua de 25-96 mm i un pes de 82-390 g. El seu pelatge dorsal va del taronja al marró, mentre que el ventral és gris. L'espècie fou anomenada en honor de la biòloga de la conservació boliviana Erika Cuéllar.